# جامعة غاكوشوين
جامعة غاكوشوين (باليابانية: 学習院大学، بالروماجي: Gakushūin Daigaku) هي جامعة يابانية خاصة تقع في ميجيرو [الإنجليزية]، منطقة حي توشيما في طوكيو، أعيد بناؤها بعد الحرب العالمية الثانية كفرع لمؤسسة غاكوشوين [الإنجليزية] التعليمية، السلف السابق لهذه الجامعة بُني خلال حقبة ميجي لتعليم أبناء النبلاء اليابانيين، ولا تزال واحدة من أعرق جامعات اليابان، درس في هذه الجامعة وتخرج منها أغلب أفراد البيت الإمبراطوري الياباني.
عدد الطلاب في جامعة غاكوشوين يتم إختياره بعناية بحيث يضمن أن يتلقى كل طالب إهتمامًا شخصيًا من طاقم عمل الجامعة.

## كليات الجامعة
تحتوي الجامعة على عدة كليات وكليات دراسات عليا منها:
- كلية القانون
- كلية الإقتصاد
- كلية العلوم الإجتماعية الدولية
- كلية الآداب
- كلية العلوم
- مدرسة القانون المهنية

كما توفر الجامعة دروس لغة يابانية للطلاب الأجانب، على الرغم من أنها مصممة للطلاب اليابانيين لكن حوالي 60 صف فيها يعطى باللغة الإنجليزية، وكل سنة تقبل الجامعة حوالي 80 طالب أجنبي (بما فيهم طلاب التبادل على المدى القصير) أصحاب الكفاءة الأكاديمية والمكانة الإجتماعية للدراسة في الكلية وللدراسات العليا.

## التصنيفات الأكاديمية

### التصنيفات العامة
صنفت الجامعة عام 2010 في المرتبة 72 على مستوى اليابان (63 عام 2009، و78 عام 2008) حسب تصنيف الجامعات الأقوى فعليا [الإنجليزية] المحلي الذي تجريه دار نشر تويو كيزاي [الإنجليزية]، تصنيف الجامعة المنخفض مقارنةً مع نظيراتها يعود لكونها تركز على الإختصاصات الإنسانية والإجتماعية أكثر من العلوم الطبيعية.
وحسب تصنيف كيو إس للجامعات العالمية حلت الجامعة في المرتبة 161 على جامعات آسيا عام 2010.

### الأداء البحثي
بشكل عام تتمتع الجامعات الوطنية اليابانية [الإنجليزية] بمعايير بحثية أعلى من الجامعات الخاصة، مع ذلك فإن جامعة غاكوشوين هي واحدة من الجامعات الخاصة القليلة التي تنافس أفضل الجامعات الوطنية، وحسب تصنيف كيو إس جامعة غاكوشوين هي سادس أفضل جامعة بحثية في اليابان، وتاسع أفضل جامعة في آسيا من حيث عدد الإستشهاد لكل ورقة بحثية.
تعتبر جامعة غاكوشوين أعلى جامعة يابانية في مؤشر نايتشر لقياس جودة المخرجات البحثية.

### تصنيف مدارس الدراسات العليا
مدرسة القانون العليا حلت في المرتبة 24 عام 2009 ومرتبة 25 في 2010 على مثيلاتها في اليابان على أساس عدد المرشحين الناجحين في اختبار المحاماة.

### تصنيفات الخريجين
حيث تصنيف جريدة يوميوري الأسبوعية عام 2008، حل خريجوا جامعة غاكوشوين في المرتبة الثالثة كأفضل خريجين في الجامعات اليابانية، وفي قطاع المال وصناعة السياحة في المرتبة الأولى.
وضعت المدرسة الوطنية العليا للمناجم في باريس جامعة غاكوشوين في المرتبة 92 على مستوى العالم عام 2010 بناءً على عدد خريجي الجامعة الذين يعملون منصب رئيس تنفيذي في أكبر 500 شركة على مستوى العالم.

### الشعبية والإنتقائية
مؤشر شعبية الجامعة بلغ 7.58 متقدم لكل موقع (13,765/1,815) في القبول الجامعي العام في 2011، كما أن امتحانات القبول فيها انتقائية.

## أبرز المتخرجين من هذه الجامعة

### العائلة الإمبراطورية اليابانية
- الإمبراطور أكيهيتو - إمبراطور اليابان السابق رقم 125
- الإمبراطور ناروهيتو - إمبراطور اليابان رقم 126، الابن الأكبر ووريث الإمبراطور أكيهيتو
- فوميهيتو الأمير أكيشينو - الابن الأصغر للإمبراطور أكيهيتو
- كيكو الأميرة أكيشينو - زوجة الأمير أكيشينو
- ساياكو الأميرة نوري - ابنة الإمبراطور أكيهيتو
- ماساهيتو الأمير هيتاشي - شقيق الإمبراطور أكيهيتو
- هاناكو الأميرة هيتاشي - زوجة الأمير هيتاشي
- أتسوكو، أميرة يوري [الإنجليزية] - أخت الإمبراطور أكيهيتو
- تاكاكو، أميرة سوغا [الإنجليزية] - أخت الإمبراطور أكيهيتو
- يوريكو أميرة ميكاسا - عمة الإمبراطور أكيهيتو، زوجة الأمير ميكاسا
- توموهيتو أمير ميكاسا - ابن الأمير ميكاسا
- أكيكو أميرة ميكاسا - ابنة الأمير توموهيتو
- يوكو أميرة ميكاسا - ابنة الأمير توموهيتو
- يوشيهيتو أمير كاتسورا [الإنجليزية] - ابن الأمير ميكاسا
- نوريهيتو الأمير تاكامادو - ابن الأمير ميكاسا
- نوريكو أميرة تاكامادو [الإنجليزية] - ابنة الأمير تاكامادو
- الأميرة ياسوكو من ميكاسا [الإنجليزية] - ابنة الأمير ميكاسا
- الأميرة ماساكو من ميكاسا - ابنة الأمير ميكاسا

### خريجواعائلة ييالكورية
- الجنرال يي أون [الإنجليزية]
- أمير كوريا يي غيون [الإنجليزية]
- أمير كوريا يي غو
- أمير كوريا يي كانغ
- أمير كوريا يي وو
- أميرة كوريا دوكهي

### آخرون
- الأميرة هويشينغ [الإنجليزية] (أسرة تشين الحاكمة في إمبراطورية الصين)
- هاياو ميازاكي، مخرج ورسام رسوم متحركة
- يوكو اونو
- يوكيو ميشيما، روائي
- تارو أسو، رئيس وزراء اليابان السابق
- ميتشيكو كانو، سياسي
- شيونو نانامي، مؤلف
- مارينا إينوي، ممثلة الصوت
- تيتسويا كاكيهارا، ممثل صوت
- يوشينوبو شيمامورا، سياسي
- هيساوكي كامي، سياسي
- أكيكو كامي، سياسي
- ريوسوكي ميزوماتشي، لاعب كرة سلة
- كيكو ناجاوكا، سياسي
- ياسوكو إكينوبو، سياسي
- يوشيكي كورودا، مصمم حضري
- توكوغاوا تسونيناري، رئيس منزل توكوغاوا
- هيرويوكي نامبا، موسيقي
- أكيكو كوباياشي، مغنية
- أكيرا يوشيمورا، مؤلف
- يوشيكي تاناكا، مؤلف
- يوشيهيكو فونازاكي، مؤلف
- يوكي كاواوتشي، عداء
- كونيكو أساجي، مذيعة تلفزيونية
- مونا ياماموتو، مذيعة تلفزيونية
- ساتومي تون، مؤلف
- توشيوكي هوسوكاوا، ممثل
- ماساكازو موتوكي، رجل أعمال
- كيوشي كوداما، شخصية تلفزيونية
- يوكا سوجاي، مغنية

## طالع أيضًا
- جامعة طوكيو
- جامعة أوساكا
- التعليم العالي في اليابان